# 翼敬皇后
翼敬皇后韓氏（？—？），後周義祖郭蘊妻。
韓氏事跡不詳，只知她嫁與後周義祖及生後周慶祖郭簡，後來贈封陳國夫人。廣順元年（951年）五月，後周太祖郭威即位，追尊韓氏諡號為翼敬皇后。